# Géographie vidalienne
 (avril 2024).
Si vous disposez d'ouvrages ou d'articles de référence ou si vous connaissez des sites web de qualité traitant du thème abordé ici, merci de compléter l'article en donnant les références utiles à sa vérifiabilité et en les liant à la section « Notes et références ».
La géographie vidalienne est l'étude des relations homme-milieu avec comme concepts centraux le milieu, l'adaptation et le genre de vie, soit comme l'étude de la région, soit encore comme l'étude des paysages.

## Paul Vidal de La Blache
Paul Vidal de la Blache (22 janvier 1845  - Pézenas - 5 avril 1918 - Tamaris) est le fondateur des Annales de Géographie (1891), l'auteur du Tableau de la géographie de la France (1903) introduction à l'Histoire de France de Lavisse, des Principes de géographie humaine et le concepteur d'une Géographie universelle réalisée après sa mort par plusieurs de ses élèves, lesquels ont contribué à répandre les idées de leur maître, courant épistémologique de la discipline communément appelé géographie vidalienne. 

## La géographie avant le renouveau vidalien
La géographie enseignée au XIXe siècle à l'université est une matière secondaire, presque supplétive de l’histoire. On y étudie les œuvres des géographes de l'Antiquité et de la Renaissance, les récits des grands navigateurs, les expériences – ainsi celles d'Ératosthène - pour connaître la mesure exacte de la terre. Les tentatives de représentation, sous forme de cartes, par exemple des phénomènes de peuplement ou de conquêtes militaires sont souvent réalisés par la traduction de textes antiques et de nomenclatures grecques ou latines. Pendant tout le XIXe siècle, la géographie sert d'introduction à une histoire essentiellement politique et militaire. Elle s'intéresse aux grands événements, aux migrations des peuples, aux guerres et aux décisions de leurs chefs. On demande à la géographie, et rien de plus, de dessiner le décor des évènements historiques.

## Les "outils" du géographe
Une des grandes nouveautés de l'école fondée par Vidal, c’est la mobilisation d’outils parfois anciens - mais qui n’avaient pas été utilisés faute d’intérêt - ou l'invention de nouveaux instruments qui viennent renouveler la capacité des chercheurs à interroger et comprendre l'espace. 

### La cartographie
Les cartes d'État-Major, au 1/50 000°, les courbes de niveau remplaçant les hachures du relief au début du XXe siècle, possèdent une échelle bien adaptée à l'observation des paysages sur le terrain. Cet outil a imposé à la géographie française  un certain mode de "lecture" de l'espace géographique. Plus spécialisées, les cartes géologiques, qui apparaissent à la fin des années 1860 parce que les connaissances pédologiques augmentent par le développement de la géologie, offrent un regard sur le paysage d'une autre nature. 
C'est le lien entre les deux types de cartes qui fait la force du regard vidalien. Il permet en effet de confronter les éléments des deux documents afin d'établir des connexions entre les faits observés à la surface et les conditions géologiques qui y correspondent. Ce regard croisé est devenu l'exercice incontournable des examens universitaires, au point d'accentuer, dans les cursus des étudiants le poids de la géographie physique, et plus précisément celui de la géomorphologie.

### Les données statistiques
Enfin des données statistiques sont utilisées quand elles existent. Ainsi, les séries statistiques de météorologie ont été confrontées avec les productions agricoles ou avec le débit des cours d'eau. Pour les activités économiques, le chercheur dispose peu à peu de dénombrements de population, des industries, des activités agricoles, fruits parfois des monographies communales rédigées par des notables puis, plus systématiquement, par les instituteurs après 1881. 
L'orientation de la géographie a été alors influencée par le type d'outils et les sources dont elle pouvait disposer, sans exclure non plus le jeu d'influences croisées car les questionnements conduisent également à la recherche de documents adaptés. On note ainsi la grande attention portée au dessin des parcelles agricoles et à leur organisation par rapport à l'habitat (l’opposition célèbre du bocage et de l’openfield), exclue de fait les questions de propriété. Ce constat peut être un choix découlant d’une volonté de s'interroger sur les seules conditions naturelles mais il peut plus souvent dépendre d’un manque de document de synthèse sur les cadastres, objet de recherche gigantesque qui sera réalisé dans les années 1940 et 1950. 
Plusieurs instruments renouvelés et innovants, parfois de grande qualité, ont été mis au point au XIXe siècle, chaque science contribuant à enrichir cet éventail mais imposant des spécialisations que Vidal jugeait déjà excessives. Avec le renouveau de la géographie vidalienne provoque un déplacement vers les autres disciplines, auxquelles, par la force des choses, elle emprunte beaucoup. La géographie doit donc garder le contact pour ne pas être distancée, en suivre l'évolution et en faire régulièrement le bilan. Ce rôle sera assuré, dès 1891, par les "Annales de Géographie" qui suivent régulièrement l'évolution des connaissances dans tous les domaines qui intéressent la discipline.

### Le vocabulaire
Tout un corpus technique se développe à partir des travaux de Vidal de la Blache. Avec le maître, un vocabulaire se précise servant à définir les grands types de paysages, les ensembles humains - afin de les reconnaître et les localiser sur un globe ou un
planisphère - les formes du relief surtout. Comme toute technique de pointe qui réclame de la précision, la géographie vidalienne a défini un lexique spécifique en prenant aux autres sciences comme aux langues étrangères. 
De "l'aa" coulée de lave prise dans la langue hawaïenne à la "zadruga" empruntée au serbo-croate en passant par la "cuesta" d'origine espagnole étudiée par des générations d'étudiants, la discipline s'est constituée un corpus particulièrement important, dont l'origine apparait fort composite et l'évolution constante. "Description, (la géographie) l'est par la carte et par le verbe (...) (elle) est tributaire des sciences de la nature et des sciences de l'homme ; elle les complète par son abord des ensembles et ses analyses de système de rapports, de convergences, de tensions, d'équilibres temporaires et de tendances. Dans ces conditions, il est difficile de délimiter un vocabulaire exclusivement géographique. Les géographes ont leur langage - qui est souvent plus d'images que de mots -, mais ils usent largement de la terminologie des sciences qui leur apportent leur concours de connaissances.

## Vidal et l'émergence de nouvelles problématiques en géographie
La rupture incarnée par Vidal et ses collaborateurs est définitive. Elle fait de la géographie une discipline qui dépasse les simples descriptions. Celles-ci les oriente, ainsi que ses analyses, vers la formulation de problèmes, auxquels il s'efforce d'apporter des éléments de réponse, des explications. Il tente de donner une rigueur "scientifique" à ses descriptions grâce, notamment, au développement récent des sciences naturelles. Il utilise un vocabulaire précis, il met en relation les faits observés, ce qui le conduit à formuler une ou plusieurs questions voire envisager des comparaisons avec d'autres exemples connus afin de rechercher de possibles régularités, sources d’un cadre théorique plus opératoire. 
La démarche géographique de Vidal  se résume parfois à  toute une série de "monographies régionales", le plus souvent rurales car elles correspondent à la situation du pays à cette époque. De fait, presque toutes les thèses de l'entre-deux-guerres portent sur une région - de France le plus souvent - définie selon des critères naturels, les plus opérationnels de ce point de vue. Ce dernier a conditionné pour des générations d'élèves la lecture géographique qu'ils faisaient de leur territoire. 
À l'échelle de la région naturelle, il s'agit d'observer et identifier des faits de nature différente, qu'ils concernent le milieu physique, le climat, la vie animale ou végétale, l'action passée ou présente des hommes. Dans ce dernier cas, on envisage alors le type d'habitat ou de culture, l’organisation de l'espace agricole, les solidarités actuelles ou héritées. Il s’agit aussi de lier les éléments visibles avec d'autres qui sont plus immatériels : règlements juridiques, croyances religieuses, hiérarchies sociales etc.
Le géographe s’interroge sur les rapports entre ces faits afin d'expliquer la façon dont ils se combinent et s'associent pour différencier les différentes contrées entre elles. "Le principe d'association est à la base de la connaissance des paysages qui est l'étude essentielle de la géographie".
L’objectif suivant est le glissement vers une échelle plus générale. Ces combinaisons sont-elles uniques et spécifiques de la contrée observée ou peut-on les regrouper en quelques grands types qui se retrouveraient en des lieux différents sur la terre? 
Dans le premier cas, la géographie se borne à n'être qu'un inventaire de situations régionales, idiographiques. Dans le deuxième cas, elle peut mettre en avant des "régularités", qui sont alors l'expression de "lois" qu’il serait possible de retrouver sur la planète entière. Contrairement à ce qu’on pense généralement, les Vidaliens choisissent clairement la deuxième approche. Ainsi les citations suivantes :
-"Au-dessus des mille combinaisons qui varient jusqu'à l'infini la physionomie des contrées, il y a des conditions générales de formes, de mouvements, d'étendue, de position, d'échanges, qui ramènent sans cesse l'image de la Terre. Les études locales, quand elles s'inspirent de ce principe supérieur de généralités acquièrent un sens et une portée qui dépassent de beaucoup le cas particulier qu'elles envisagent".
-"Partout se répercutent des lois générales, de sorte que l'on ne puisse toucher à une partie sans soulever un enchaînement de causes et d'effets".
-"Un élément général s'introduit dans toute recherche locale : il n'est pas en effet de contrées dont la physionomie ne dépende d'influences multiples et lointaines dont il importe de déterminer le foyer. (De plus) l'action […] de lois générales se traduit par des affinités de formes et de climat qui […] marquent les contrées d'une empreinte analogue."
Pour pouvoir définir des «conditions» ou des «lois générales», il faut donc multiplier les études locales-régionales, non pas dans une optique d’inventaire qui était celle de l’ancienne géographie mais dans le souci de dégager un maximum d'informations sur les rapports qui peuvent y être identifiés entre les différents facteurs repérés et isolés. La géographie régionale n'est plus alors l'addition de monographies empiriques et idiographiques, elle s’inspire «d’un principe de généralité supérieure (car) les monographies acquièrent un sens et une portée qui dépassent de beaucoup le cas particulier qu'elles envisagent».
Il s’agit dès lors d’aménager le glissement de la géographie régionale à la géographie générale en dégageant des analogies fondées "sur des rapports d'origine et de causes" et non pas dues au hasard. Deux ou plusieurs phénomènes peuvent avoir la même extension géographique sans être liés par des rapports de causalité directe, ainsi un comportement politique et la nature du sous-sol, des pratiques religieuses et la distribution de l'habitat etc. Seules les associations les plus fréquentes peuvent donner la force de véritable "loi" aux analogies, le tout pouvant à terme constituer une "théorie". 
Ensuite, les études régionales doivent s'organiser comme des confrontations entre cette théorie et le terrain. Il faut vérifier si des situations mettant en jeu les mêmes faits (les types) se retrouvent dans d'autres régions du monde, s'il y existe les mêmes lois générales, parfois modifiées par des circonstances locales. Le problème étant désormais de comprendre et d'expliquer pourquoi, localement, la théorie se vérifie ou subit quelques exceptions par un jeu d'analyse entre le niveau général et celui du terrain.  
Pour autant, Vidal de la Blache a eu conscience des risques de généralisations prématurées. D'où la priorité qu'il a donnée aux études régionales, conçues comme des étapes indispensables à la réalisation du grand projet scientifique d'une géographie générale. D'une certaine manière, en effet, si toute la surface du globe était, comme le font les approches cartographiques, totalement couverte par ces monographies, il serait possible de confronter tous ces éléments entre eux pour comprendre le monde dans sa globalité. Cette stratégie n'a évidemment pas été partout mise en œuvre.